# Los Árboles, Jalisco
Los Árboles är en ort i Mexiko.   Den ligger i kommunen La Huerta och delstaten Jalisco, i den södra delen av landet, 600 km väster om huvudstaden Mexico City. Los Árboles ligger 290 meter över havet och antalet invånare är 176.
Terrängen runt Los Árboles är kuperad åt nordväst, men åt sydost är den platt. Runt Los Árboles är det glesbefolkat, med 14 invånare per kvadratkilometer. Närmaste större samhälle är La Huerta, 7,9 km sydväst om Los Árboles. Omgivningarna runt Los Árboles är en mosaik av jordbruksmark och naturlig växtlighet.